# Garulia
Garulia ist eine Stadt im indischen Bundesstaat Westbengalen. Die Stadt ist Teil der Agglomeration Kolkata.
Die Stadt gehört zum Distrikt Uttar 24 Pargana. Garulia hat den Status einer Municipality. Die Stadt ist in 20 Wards (Wahlkreise) gegliedert.

## Geschichte
Die Gemeinde wurde im Jahre 1869 unter britischer Herrschaft gegründet.

## Demografie
Die Einwohnerzahl der Stadt liegt laut der Volkszählung von 2011 bei 85.336. Garulia hat ein Geschlechterverhältnis von 904 Frauen pro 1000 Männer und damit einen für Indien üblichen Männerüberschuss. Die Alphabetisierungsrate lag bei 86,87 % im Jahr 2011. Knapp 85 % der Bevölkerung sind Hindus, ca. 15 % sind Muslime und weniger als 1 % gehören einer anderen oder keiner Religion an. 8,5 % der Bevölkerung sind Kinder unter 6 Jahren. Bengali ist die Hauptsprache in und um die Stadt.